# Xi Aquarii
ξ Aquarii (Xi Aquarii, kurz ξ Aqr) ist ein spektroskopischer Doppelstern im Sternbild Aquarius. Er ist nach Parallaxen-Messungen der Raumsonde Gaia etwa 179 Lichtjahre von der Erde entfernt. Das System leuchtet mit einer scheinbaren Gesamthelligkeit von 4,69m und besteht aus einem Hauptreihenstern der Spektralklasse A7 V (historischer Name auch: Bunda) sowie einer masseärmeren Komponente, bei der es sich um einen Roten Zwerg oder einen Weißen Zwerg handeln könnte. Die Umlaufperiode beträgt über 20 Jahre. Die Auflösung des Systems gelang erstmals Harold A. McAlister mittels Speckle-Interferometrie (Beobachtungen aus dem Jahr 1977, Publikation 1979).